# Удупу
Удупу (рум. Udupu) — село у повіті Телеорман в Румунії. Адміністративний центр комуни Тетерештій-де-Сус.
Село розташоване на відстані 75 км на захід від Бухареста, 49 км на північ від Александрії, 106 км на схід від Крайови, 144 км на південь від Брашова.

## Населення
За даними перепису населення 2002 року у селі проживали 1789 осіб.
Національний склад населення села:
| Національність | Кількість осіб | Відсоток |
| -------------- | -------------- | -------- |
| румуни         | 1615           | 90,3%    |
| цигани         | 174            | 9,7%     |

Рідною мовою назвали:
| Мова      | Кількість осіб | Відсоток |
| --------- | -------------- | -------- |
| румунська | 1617           | 90,4%    |
| циганська | 172            | 9,6%     |